# ジェームズ・S・シャーマン
ジェームズ・スクールクラフト・シャーマン（英語：James Schoolcraft Sherman、1855年10月24日 - 1912年10月30日）は、アメリカ合衆国の政治家。ニューヨーク州選出の連邦下院議員、ウィリアム・タフト政権にて第27代アメリカ合衆国副大統領を務めた。

## 生涯
1855年10月24日にニューヨーク州オナイダ郡ユーティカで誕生した。1878年にハミルトン・カレッジを卒業した。彼は1880年に法曹界入りし、ユーティカで弁護士業を始めた。彼はユーティカ・トラスト・アンド・デポジット社及びニューハートフォード・キャニング社の社長であり、1884年にユーティカの市長に就任した。彼は第50及び第51議会(1887年3月4日 - 1891年3月3日)に共和党から選出された。1890年に落選したが、第53議会に再び当選して続く7期(1893年3月4日 - 1909年3月3日)を務めた。

### 1908年アメリカ合衆国大統領選挙
1908年アメリカ合衆国大統領選挙では共和党のウィリアム・タフトの伴走候補者となり、1909年3月4日に副大統領に就任した。そして1912年6月には副大統領候補に再指名された。シャーマンは大統領選挙の数日前にユーティカで死去し、ニコラス・M・バトラーが投票で後任の副大統領候補となった。しかし民主党のウッドロウ・ウィルソンとトーマス・R・マーシャルが当選した。
死後はフォレスト・ヒル墓地に埋葬された。 